# Thecla dohertii
Thecla dohertii är en fjärilsart som beskrevs av De Nicéville 1889. Thecla dohertii ingår i släktet Thecla och familjen juvelvingar. Inga underarter finns listade i Catalogue of Life.